# غوستافو بالاس
غوستافو بالاس (بالإسبانية: Gustavo Ballas)‏ مواليد 10 فبراير 1958 في فيلا ماريا، الأرجنتين، هو ملاكم محترف أرجنتيني سابق صنّف ضمن فئة وزن الذبابة. حقق بطولة رابطة الملاكمة العالمية.

## المسيرة الاحترافية
من نزالاته:
- خسر أمام جيرو واتانابي (29-07-1982).

## إحصائيات
خاض خلال مسيرته 120 نزالا، فاز في 105 وتعادل في 6 وخسر في 9. فاز بالضربة القاضية في 29 نزالا.

## روابط خارجية
- غوستافو بالاس على موقع بوكس ريك (الإنجليزية) (registration required)